# Nitza Margarita Cintrón
Nitza Margarita Cintrón   (San Juan, 17 d'agost de 1950) és una científica, cap de Medicina Espacial i Sistemes de Cura, Oficina de la Salut, del Centre Espacial Lyndon B. Johnson, de la NASA.

## Biografia
Nitza Margarita Cintrón Trevino és originària de San Juan, Puerto Rico, la ciutat cabdal de l'illa. De molt jove, va viatjar a través d'Europa, perquè el seu pare era membre de l'Exèrcit dels Estats Units. Quan el seu pare es va retirar de les Forces armades, ells van retornar a Puerto Rico, i es van establir en Santurce, una barriada de San Juan. Allí va assistir a l'escola primària i mitjana, on es va destacar en ciència, i matemàtica. Va dedicar moltes hores a la lectura i a l'estudi sobre biologia, química, astronomia, i espai.
Nitza es va inscriure a la Universitat de Puerto Rico, on va obtenir una llicenciatura en Biologia. El 1972, va ser acceptada al Programa de capacitació en Bioquímica i Biologia Molecular oferit per l'Escola de Medicina de la Universitat Johns Hopkins, on el 1978 va obtenir el seu doctorat (Ph.D.) El 1978, Nitza va llegir un anunci de contractació, per a la primera missió de llocs d'especialistes en el Cos d'Astronautes mentre seguia completant el seu treball de recerca de doctorat. Va respondre a l'anunci i va passar els finals. No obstant això, no va ser seleccionada a causa de la seva mala visió, però les seves qualificacions acadèmiques van impressionar a la gent de la NASA en la mesura en què se li va oferir el càrrec de científica de la NASA.

## Carrera en la NASA

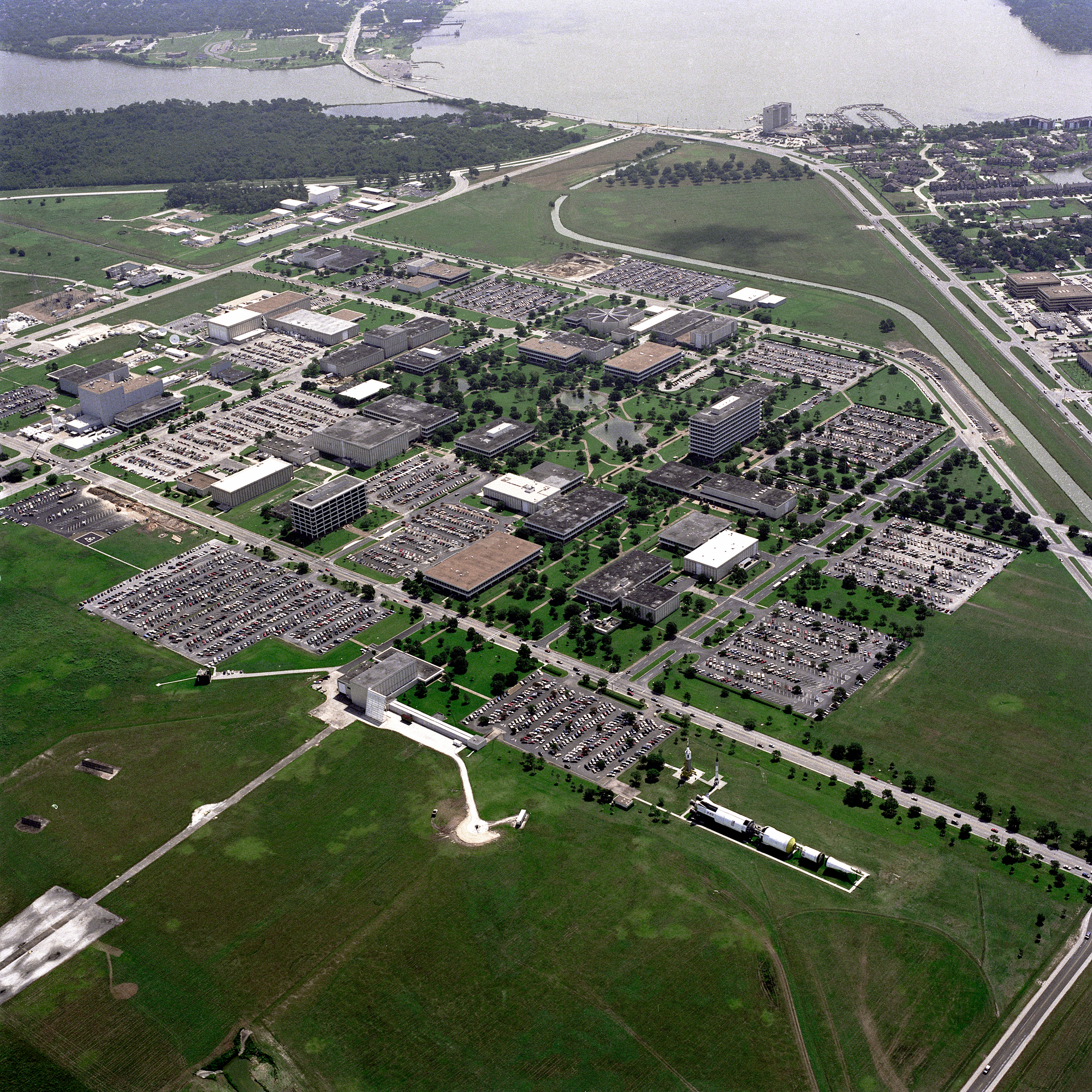
Vista aèria del centre espacial el 1989.

El 1979, Nitza va ser la creadora del Laboratori de Bioquímica de la Johnson Space Center. També va servir entre 1979 a 1985, com a científica del Projecte per a la Missió Space Lab 2 que va ser llançat el 1985, a bord del Taxi Espacial Challenger.
Després de molts anys de servei en la NASA va ser patrocinada per la NASA després de ser acceptada com a estudiant pel Centre Mèdic de la Universitat de Texas, en Galveston. Es va graduar el 1995, amb el títol de metgessa i, actualment, és una especialista certificada per la Junta en medicina interna.
Entre els càrrecs exercits per Nitza en la NASA es troben: "Cap d'Operacions Biomèdiques i Recerques en la Divisió de Ciències Mèdiques", i "Directora de Gestió de la Recerca en Laboratoris de Ciències de la Vida", en suport de les operacions mèdiques. El 2004 va ser nomenada "Cap de Medicina Espacial i Oficina de Sistemes de Cures de la Salut, de NASA (JSC)", posició en la qual exerceix en l'actualitat.

## Algunes publicacions
- Charles A. Stuart, Richard t. Meehan, Laureen S. Neale, Nitza M. Cintrón-Trevino, Richard W. Furlanetto. 1991. Insulin-Like Growth Factor-I Binds Selectively to Human Peripheral Blood Monocytes and B-Lymphocytes. J. of Clinical Endocrinology & Metabolism 72 (5): 1117-1122
- Carolyn S. Leach, Steven Altchuler, Nitza M. Cintrón-Trevino. 1983. The endocrine and metabolic responses to space flight. Medicine & Sci. in Sports & Exercise 15 (5)

## Honors

### Premis i reconeixements
D'entre molts premis i honors es troben "Elogi del Director JSC" i el "Premi a la Innovació", el premi més gran per a un funcionari públic i la "Medalla de la NASA a l'Assoliment Científic Excepcional", l'honor més alt donat a la ciència per l'agència.
El 7 d'octubre de 2004 va ser introduïda en el Premi Nacional d'Enginyeria Hispana de la Conferència Hall de la Fama (HENAAC). Aquest Hall de la Fama, localitzada en Los Angeles, Califòrnia, va ser establert el 1998 i reconeix les contribucions dels hispans en els camps de la ciència, enginyeria, i tecnologia. En 2006 va ser reconeguda com una de les cent hispanes més influents als Estats Units per la revista Hispanic.